# Turkse voetbalbeker 2023/24
De Turkse voetbalbeker 2023/24 is de 62e editie van de Turkse voetbalbeker. De finale werd gespeeld op 23 mei 2024 en gewonnen door Beşiktaş.

## Pre-eliminaire ronde
| Team 1                    | Res.             | Team 2                 |
| ------------------------- | ---------------- | ---------------------- |
| 12 Bingölspor             | 3 – 0            | Hakkari Zapspor        |
| Dersimspor                | 2 – 4 (nv)       | Kars 36 Spor           |
| Doğubayazıt FK            | 2 – 0            | Serhat Ardahan         |
| Kilis Belediyespor        | 0 – 1            | Burdur MAKÜ Spor       |
| Şırnak İdmanyurdu         | 2 – 0            | Mazıdağı Fosfat SK     |
| Çarşambaspor              | 2 – 0            | Boyabat 1868 Spor      |
| Karadeniz Ereğli Belediye | 0 – 0 ns (3 – 5) | Bartınspor             |
| Kumluca Belediyespor      | 1 – 0 (nv)       | Niğde Belediyespor     |
| Sincan Belediyespor       | 2 – 1 (nv)       | Yozgat Bld. Bozokspor  |
| Bilecik 1969              | 2 – 0            | Çankırı Saray 18       |
| Çorluspor 1947            | 3 – 2 (nv)       | Altınova Belediyespor  |
| Gölcükspor                | 2 – 0            | Gebzespor              |
| Sökespor                  | 0 – 0 ns (2 – 4) | Bigaspor               |
| Yunus Emre Belediye       | 1 – 2            | Burhaniye Belediyespor |

## Eerste ronde
| Team 1                 | Res.             | Team 2                         |
| ---------------------- | ---------------- | ------------------------------ |
| Edirnespor             | 1 – 2            | Çorluspor 1947                 |
| Muş 1984 Spor          | 4 –              | Ağrı 1970 Spor                 |
| Çatalcaspor            | 0 – 1            | Büyükçekmece Tepecikspor       |
| Balıkesirspor          | 0 – 1            | Burhaniye Belediyespor         |
| Bornova 1877           | 4 – 0            | Akhisarspor                    |
| Bayburt Özel İdarespor | 2 – 2 ns (3 – 4) | Amber Çay Eynesil Belediyespor |
| Çarşambaspor           | 1 – 7            | Tokat Belediye Plevnespor      |
| Erbaaspor              | 3 – 0            | Fatsa Belediyespor             |
| Kars 36 Spor           | 1 – 2            | Doğubayazıt FK                 |
| Mardin 1969 Spor       | 4 – 1 (nv)       | Batman Petrolspor              |
| Pazarspor              | 2 – 0            | Gümüşhanespor                  |
| Sebat Gençlik SK       | 4 – 0            | 1954 Kelkit Belediyespor       |
| Siirt İl Özel İdare    | 1 – 2 (nv)       | Şırnak İdmanyurdu              |
| Sivas Belediyespor     | 2 – 0            | Amasyaspor                     |
| 12 Bingölspor          | 1 – 2            | 23 Elazığ FK                   |
| Anadolu Üniversitesi   | 1 – 2            | Sincan Belediyespor            |
| Hacettepe 1945         | 3 – 0            | Kırıkkalegücü FK               |
| Kumluca Belediyespor   | 0 – 2            | Silifke Belediye Spor          |
| 1922 Konyaspor         | 1 – 1 ns (3 – 4) | Talasgücü Belediyespor         |
| Bigaspor               | 0 – 0 ns (4 – 1) | Bilecik 1969                   |
| Bulvarspor             | 3 – 4 (nv)       | Karabük İdmanyurduspor         |
| Bursa Yıldırımspor     | 2 – 0            | İnegöl Kafkas                  |
| Gölcükspor             | 3 – 0            | Bartınspor                     |
| Sapanca Gençlikspor    | 1 – 1 ns (4 – 3) | Darıca Gençlerbirliği          |
| Silivrispor            | 2 – 0            | Ergene Velimeşe                |
| Sultanbeyli Belediyesi | 1 – 3 (nv)       | Küçükçekmece Sinopspor         |
| Turgutluspor           | 1 – 3 (nv)       | Aliağa Futbol                  |
| Karşıyaka              | 2 – 0            | Bergama Sportif                |
| Malatya Arguvanspor    | 2 – 1 (nv)       | Elazığspor                     |
| Adana 1954 FK          | 2 – 1            | Osmaniyespor                   |

## Tweede ronde
| Team 1                         | Res.             | Team 2                    |
| ------------------------------ | ---------------- | ------------------------- |
| Kırklarelispor                 | 1 – 0            | Çorluspor 1947            |
| Kırşehir Futbol SK             | 2 – 0            | Şırnak İdmanyurdu         |
| Isparta 32 Spor                | 1 – 0            | Sincan Belediyespor       |
| Bursaspor                      | 1 – 2            | Gölcükspor                |
| Amber Çay Eynesil Belediyespor | 0 – 2            | Erbaaspor                 |
| GMG Kastamonuspor              | 2 – 1 (nv)       | Sebat Gençlik SK          |
| 1984 Muşspor                   | 2 – 0            | Küçükçekmece Sinopspor    |
| Zonguldak Kömürspor            | 2 – 3            | Tokat Belediye Plevnespor |
| Altınordu                      | 0 – 1            | Burdur MAKÜ Spor          |
| Arnavutköy Belediye            | 6 – 3 (nv)       | Silivrispor               |
| Etimesgut Belediyespor         | 3 – 2            | Mardin 1969 Spor          |
| İnegölspor                     | 2 – 1 (nv)       | Doğubayazıt FK            |
| Menemen FK                     | 1 – 0            | Bursa Yıldırımspor        |
| Nazilli Belediyespor           | 0 – 2            | Hacettepe 1945            |
| Sapanca Gençlikspor            | 1 – 2            | Talasgücü Belediyespor    |
| Sarıyer                        | 2 – 1 (nv)       | Karabük İdmanyurduspor    |
| Serik Belediyespor             | 1 – 1 ns (2 – 4) | Malatya Arguvanspor       |
| Uşakspor                       | 1 – 4            | Aliağa Futbol             |
| Diyarbekirspor                 | 4 – 0            | Büyükçekmece Tepecikspor  |
| Denizlispor                    | 2 – 3            | Burhaniye Belediyesi      |
| Afyonspor                      | 2 – 1 (nv)       | Adana 1954 FK             |
| Adıyaman FK                    | 1 – 2            | Bornova 1877              |
| Pazarspor                      | 2 – 0 (nv)       | Silifke Belediyespor      |
| Sivas 4 Eylül                  | 1 – 3            | 23 Elazığ FK              |
| Karşıyaka                      | 0 – 1            | Bigaspor                  |

## Derde ronde
| Team 1                 | Res.             | Team 2                   |
| ---------------------- | ---------------- | ------------------------ |
| Kasımpaşa              | 3 – 0            | 68 Aksaray Belediyespor  |
| Gençlerbirliği         | 4 – 3 (nv)       | Burdur MAKÜ Spor         |
| Keçiörengücü           | 4 – 2            | Burhaniye Belediye       |
| Manisa FK              | 3 – 0            | Pazarspor                |
| Afyonspor              | 1 – 3            | 1984 Muşspor             |
| Hatayspor              | 2 – 0            | Sarıyer                  |
| Alanyaspor             | 4 – 1            | Belediye Kütahyaspor     |
| İstanbulspor           | 2 – 3 (nv)       | Kepezspor                |
| Adanaspor              | 5 – 0            | Hacettepe 1945           |
| Altay                  | 2 – 1            | Aliağa Futbol            |
| Arnavutköy Belediye    | 2 – 1            | Gölcükspor               |
| Bandırmaspor           | 3 – 1            | Alanya Kestelspor        |
| Düzcespor              | 3 – 1            | Kuşadasıspor             |
| Etimesgut Belediyespor | 1 – 0            | Bigaspor                 |
| Giresunspor            | 1 – 1 ns (4 – 5) | Beyoğlu Yeniçarşıspor    |
| GMG Kastamonuspor      | 2 – 2 ns (4 – 2) | Ayvalıkgücü Belediyespor |
| Isparta 32 Spor        | 3 – 0            | Yeni Mersin İdman Yurdu  |
| İnegölspor             | 1 – 2            | Belediye Derincespor     |
| Karacabey Belediyespor | 0 – 4            | Bornova 1877             |
| Kırklarelispor         | 1 – 0 (nv)       | Karaköprü Belediyespor   |
| Kırşehir Futbol SK     | 3 – 0            | 23 Elazığ FK             |
| Menemen FK             | 2 – 0            | Nevşehir Belediyespor    |
| Somaspor               | 6 – 0            | Talasgücü Belediyespor   |
| Tuzlaspor              | 1 – 2            | Çankaya FK               |
| Ümraniyespor           | 5 – 1            | Orduspor 1967            |
| Boluspor               | 2 – 0            | Karaman FK               |
| Ankaragücü             | 2 – 0            | Malatya Arguvanspor      |
| Erzurumspor FK         | 1 – 0 (nv)       | Diyarbekirspor           |
| Antalyaspor            | 3 – 0            | 52 Orduspor              |
| Sivasspor              | 4 – 0            | Artvin Hopaspor          |
| Gaziantep FK           | 4 – 0            | Efeler 09 Spor           |
| Konyaspor              | 3 – 0            | Erbaaspor                |
| Kayserispor            | 4 – 0 (nv)       | Iğdır FK                 |

## Vierde ronde
| Team 1              | Res.       | Team 2                    |
| ------------------- | ---------- | ------------------------- |
| Fatih Karagümrük    | 3 – 1      | Belediye Derincespor      |
| Keçiörengücü        | 2 – 1      | 1984 Muşspor              |
| Pendikspor          | 5 – 3      | Isparta 32 Spor           |
| Antalyaspor         | 6 – 1      | Kepezspor                 |
| Samsunspor          | 3 – 0      | Tokat Belediye Plevnespor |
| Alanyaspor          | 1 – 0      | Kocaelispor               |
| Bandırmaspor        | 3 – 1      | Somaspor                  |
| Bodrum FK           | 2 – 1      | Menemen FKl               |
| Erzurumspor FK      | 0 – 3 (nv) | 24 Erzincanspor           |
| Kasımpaşa           | 4 – 1      | Kırşehir Futbol           |
| Adanaspor           | 2 – 0      | Esenler Erokspor          |
| Altay               | 2 – 3      | Kırklarelispor            |
| Boluspor            | 1 – 0      | Amed SFK                  |
| Eyüpspor            | 3 – 1      | Ankara Demirspor          |
| Gençlerbirliği      | 4 – 1      | Bornova 1877              |
| Göztepe             | 3 – 0      | 1461 Trabzon FK           |
| Sakaryaspor         | 1 – 0      | Ankaraspor                |
| Ümraniyespor        | 2 – 1      | Çankaya FK                |
| Konyaspor           | 3 – 0      | Beyoğlu Yeniçarşıspor     |
| Hatayspor           | 2 – 1      | Düzcespor                 |
| Kayserispor         | 4 – 0      | Vanspor FK                |
| Trabzonspor         | 3 – 1      | Çorum FK                  |
| Manisa FK           | 3 – 0      | GMG Kastamonuspor         |
| Sivasspor           | 2 – 1      | Arnavutköy Belediye       |
| Gaziantep FK        | 2 – 1 (nv) | Etimesgut Belediyespor    |
| Ankaragücü          | 3 – 1      | İskenderunspor            |
| Çaykur Rizespor     | 4 – 0      | Bucaspor 1928             |
| Istanbul Başakşehir | 2 – 0      | Şanlıurfaspor             |

## Vijfde ronde
| Team 1              | Res.             | Team 2          |
| ------------------- | ---------------- | --------------- |
| Fatih Karagümrük    | 2 – 0            | Kırklarelispor  |
| Kasımpaşa           | 0 – 1            | Bandırmaspor    |
| Hatayspor           | 5 – 1            | Sakaryaspor     |
| Ankaragücü          | 3 – 1            | Çaykur Rizespor |
| Beşiktaş            | 4 – 0            | Eyüpspor        |
| Antalyaspor         | 2 – 1            | Pendikspor      |
| Istanbul Başakşehir | 1 – 0            | Boluspor        |
| Gaziantep FK        | 1 – 0            | Bodrum FK       |
| Alanyaspor          | 1 – 3 (nv)       | Samsunspor      |
| Adana Demirspor     | 2 – 2 ns (6 – 7) | 24 Erzincanspor |
| Fenerbahçe          | 6 – 0            | Adanaspor       |
| Sivasspor           | 3 – 2            | Keçiörengücü    |
| Kayserispor         | 1 – 2            | Gençlerbirliği  |
| Konyaspor           | 2 – 1 (nv)       | Göztepe         |
| Trabzonspor         | 3 – 1            | Manisa FK       |
| Galatasaray         | 4 – 1            | Ümraniyespor    |

## Achtste finale
| Team 1              | Res.             | Team 2          |
| ------------------- | ---------------- | --------------- |
| Fatih Karagümrük    | 2 – 1            | Samsunspor      |
| Ankaragücü          | 5 – 1            | 24 Erzincanspor |
| Galatasaray         | 4 – 2            | Bandırmaspor    |
| Sivasspor           | 0 – 1 (nv)       | Konyaspor       |
| Istanbul Başakşehir | 1 – 1 ns (3 – 2) | Hatayspor       |
| Gaziantep FK        | 0 – 2            | Fenerbahçe      |
| Gençlerbirliği SK   | 1 – 2 (nv)       | Trabzonspor     |
| Antalyaspor         | 1 – 2            | Beşiktaş        |

## Kwartfinales
| Team 1      | Res.  | Team 2              |
| ----------- | ----- | ------------------- |
| Ankaragücü  | 3 – 0 | Fenerbahçe          |
| Trabzonspor | 1 – 0 | Istanbul Başakşehir |
| Beşiktaş    | 2 – 0 | Konyaspor           |
| Galatasaray | 0 – 2 | Fatih Karagümrük    |

## Halve finales
| Team 1      | Tot.  | Team 2           | 1e wedstr. | 2e wedstr. |
| ----------- | ----- | ---------------- | ---------- | ---------- |
| Ankaragücü  | 0 – 1 | Beşiktaş         | 0 – 0      | 0 – 1      |
| Trabzonspor | 7 – 2 | Fatih Karagümrük | 3 – 2      | 4 – 0      |

## Finale
|                         |                                                      |       |                                   |                                                        |
| 23 mei 2024 20:45 (OET) | Beşiktaş                                             | 3 – 2 | Trabzonspor                       | Atatürk Olympisch Stadion Scheidsrechter: Ali Şansalan |
| 23 mei 2024 20:45 (OET) | Rachid Ghezzal 45+3' Salih Uçan 54' Al-Musrati 90+4' |       | Paul Onuachu 13' Nicolas Pépé 89' | Atatürk Olympisch Stadion Scheidsrechter: Ali Şansalan |

1962-63 · 1963/64 · 1964/65 · 1965/66 · 1966/67 · 1967/68 · 1968/69 · 1969/70 · 1970/71 · 1971/72 · 1972/73 · 1973/74 · 1974/75 · 1975/76 · 1976/77 · 1977/78 · 1978/79 · 1979/80 · 1980/81 · 1981/82 · 1982/83 · 1983/84 · 1984/85 · 1985/86 · 1986/87 · 1987/88 · 1988/89 · 1989/90 · 1990/91 · 1991/92 · 1992/93 · 1993/94 · 1994/95 · 1995/96 · 1996/97 · 1997/98 · 1998/99 · 1999/00 · 2000/01 · 2001/02 · 2002/03 · 2003/04 · 2004/05 · 2005/06 · 2006/07 · 2007/08 · 2008/09 · 2009/10 · 2010/11 · 2011/12 · 2012/13 · 2013/14 · 2014/15 · 2015/16 · 2016/17 · 2017/18 · 2018/19 · 2019/20 · 2020/21 · 2021/22 · 2022/23 · 2023/24 · 2024/25